# David Dabydeen
David Dabydeen (n. 9 decembrie, 1955) este un scriitor guyanez. Din 2010 a fost numit ambasador al Guyanei în China.